# No Use for a Name
No Use for a Name (інколи називають NUFAN або No Use) — панк-рок-гурт з Сан-Хосе (Каліфорнія), США, утворена у 1986 році Крісом Доджом (гітара), Стівеном Папуцісом (бас-гітара) та Рорі Коффом (ударні). Кар'єра гурту закінчилася в 2012 році після смерті Тоні Слая 31 липня того ж року.

## Учасники гурту
- Рамон Грас – ведучий вокал (1986–88)
- Джон Мейєр – ведучий вокал (1986–87)
- Дуг Джадд – ведуча гітара (1986–87)
- Роб Упсон — ритм-гітара (1990)
- Кріс Додж – ритм-гітара (1986–87, 1991–92), lead vocals (1988—1989)
- Стів Папуціс – бас-гітара (1986–95)
- Рорі Кофф – ударні, перкусія (1986—2011)
- Тоні Слай – ведучий вокал (1989—2012, помер), ритм-гітара (1993—2012, помер), ведуча гітара (1987—1992)
- Робін Пфефер – ведуча гітара (1993)
- Ед Грегор – ведуча гітара (1993–95)
- Кріс Шифлет – ведуча гітара (1995–99)
- Мет Рідл – бас-гітара, бек-вокал (1996—2012)
- Дейв Нессі – ведуча гітара (1999—2009)
- Кріс Рест – ведуча гітара (2009–12)
- Боз Рівера – ударні, перкусія (2011–12)

Схема

## Дискографія
Студійні альбоми
- Incognito (1990)
- Don't Miss the Train (1992)
- ¡Leche con Carne! (1995)
- Making Friends (1997)
- More Betterness! (1999)
- Hard Rock Bottom (2002)
- Keep Them Confused (2005)
- The Feel Good Record of the Year (2008)